# Süleyman Nazif

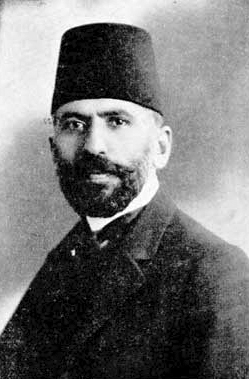
Süleyman Nazif

Süleyman Nazif (osmanisch سلیمان نظیف; * 1870 in Diyarbakır; † 4. Januar 1927 in Istanbul) war ein osmanisch-türkischer Dichter, Journalist und Staatsbeamter.

## Leben
Nazif wurde als Sohn des Dichters und Geschichtswissenschaftlers Sait Pascha geboren. Mit seinem Bildungsweg in Maraş begann er sehr früh, später wurde er in Diyarbakır eingeschult: Ab 1879 erhielt er in Maraş Privatunterricht von seinem Vater und Französischunterricht von einem armenischen Priester. Nach dem Tod seines Vaters 1892 arbeitete Süleyman Nazif als Staatsangestellter im Vilâyet Diyarbakır. 1896 wurde er befördert und arbeitete in Mossul. Mit dem Umzug nach Istanbul begann er Artikel gegen den absolutistischen Sultan Abdülhamid II. zu schreiben, wobei er sich mit den Ideen und Zielen der Jungosmanen anfreundete. Wegen staatlichem Druck floh er für acht Monate nach Paris, wo er Artikel für verschiedene Zeitungen schrieb.
Nach seiner Rückkehr wurde Süleyman Nazif zwangsversetzt und arbeitete zwischen 1897 und 1908 als Sekretär im Vilâyet Hüdavendigâr (Bursa). Hier trug Nazif zum literarischen Magazin Servet-i Fünûn („Reichtum des Wissens“) bei, bis es von der osmanischen Regierung 1901 zensiert wurde. 1908 zog er wieder nach Istanbul, trat dem Komitee für Einheit und Fortschritt bei und arbeitete als Journalist. Er gründete zusammen mit dem Journalisten Ebüzziya Tevfik die Zeitung Tasvir-i Efkar. Diese Zeitung musste allerdings bald wieder schließen. Nach der Machtabgabe Abdülhamids II. im Jahre 1908 wurde Süleyman Nazif Gouverneur der osmanischen Provinzen Basra (1909), Kastamonu (1910), Trapezunt (1911), Mossul (1913) und schließlich Bagdad (1914).

### Als Gouverneur von Bagdad
Während des Völkermords an den Armeniern spielte Süleyman Nazif als Gouverneur von Bagdad eine wichtige Rolle bei der Verhinderung von Morden in seiner Provinz. So fing Nazif einen Deportations-Konvoi mit 260 armenischen Frauen und Kindern ab, welche in den Tod gesandt werden sollten. Nazif verlangte, dass der Konvoi in eine sicherere Zone nach Mossul geleitet werden sollte, doch sein Vorschlag wurde abgelehnt und die Angehörigen des Konvois wurden schließlich ermordet. Während seiner Zeit als Gouverneur von Bagdad besuchte er Diyarbakır, wo er einen „stechenden Geruch von verwesenden Leichen [antraf, welcher] die Atmosphäre durchdrang und dass der bittere Gestank seine Nase verstopfte“. Nazif kritisierte Mehmed Reşid, den Gouverneur von Diyarbakır, der als „Schlächter von Diyarbakır“ bekannt war. Nazif, der aussagte, dass Reşid „durch Massaker Tausende Menschenleben zerstörte“, schrieb über ein von Reşids gebildetes Komitee mit dem Ziel des Findens einer „Lösung der Armenierfrage“; Nazif ermutigte auch andere Gouverneure dazu, sich dem Deportationsbefehl zu widersetzen. In einem Brief an seinen Bruder Fâik Âli Bey (Ozansoy), dem Gouverneur von Kütahya, schrieb Nazif: „Nimm nicht an diesem Ereignis teil, achte auf unsere Familienehre.“
In einem Schreiben an den Innenminister konstatierte Nazif, die katastrophalen Deportationen und Morde in Diyarbakır seien Reşids Werk. Er allein sei verantwortlich. Er tötete die Kaymakame, um alle anderen oppositionellen moslemischen Männer und Frauen abzuschrecken und präsentierte die Leichen der Kaymakame in der Öffentlichkeit. Als der Innenminister Talât Pascha, selbst führend beteiligt am Völkermord, Reşid wegen Diebstahls verurteilte, kritisierte Nazif, einen Mörder nur als Dieb zu verfolgen.

### Nach dem Krieg
Am 23. November 1918 wurde Nazifs Artikel unter dem Titel Kara Bir Gün („Ein Schwarzer Tag“) in der Zeitung Hadisat veröffentlicht, um die Französischen Besatzungskräfte Istanbuls zu verurteilen. Der Artikel brachte den Kommandanten der französischen Einheiten dazu, Nazif durch ein Erschießungskommando hinrichten zu lassen, der Befehl wurde allerdings zurückgenommen. Weil Nazif bei einem Treffen zu Ehren von Pierre Loti am 23. Januar 1920 eine Rede hielt, wurde er durch das britische Militär ins Exil nach Malta gezwungen. Nach dem Türkischen Befreiungskrieg kehrte er wieder zurück.
Nazif, ein Kritiker der imperialistischen Mächte, erntete deren Feindschaft, als er seinen satirischen Artikel Hazret-i İsa'ya Açık Mektup („Offener Brief an Jesus“) schrieb, in dem er Jesus Christus all jene Verbrechen beschrieb, die von dessen Anhängern in seinem Namen begangen wurden. Zwei Wochen später veröffentlichte er „Die Antwort von Jesus“, in dem er aus der Sicht von Jesus die Vorwürfe widerlegte und antwortete, dass nicht er für die Verbrechen der Christen verantwortlich sei. Die beiden Briefe erregten Aufsehen unter den Christen in der Türkei und Westeuropa, und Nazif sollte vor Gericht gestellt werden, wozu es nicht kam, da Nazif sich entschuldigte. Er blieb aber weiterhin kritisch gegenüber der „Kreuzfahrermentalität“ der Imperialisten, welche angeblich ihre Macht auf den Boden der Türkei ausdehnen wollten.

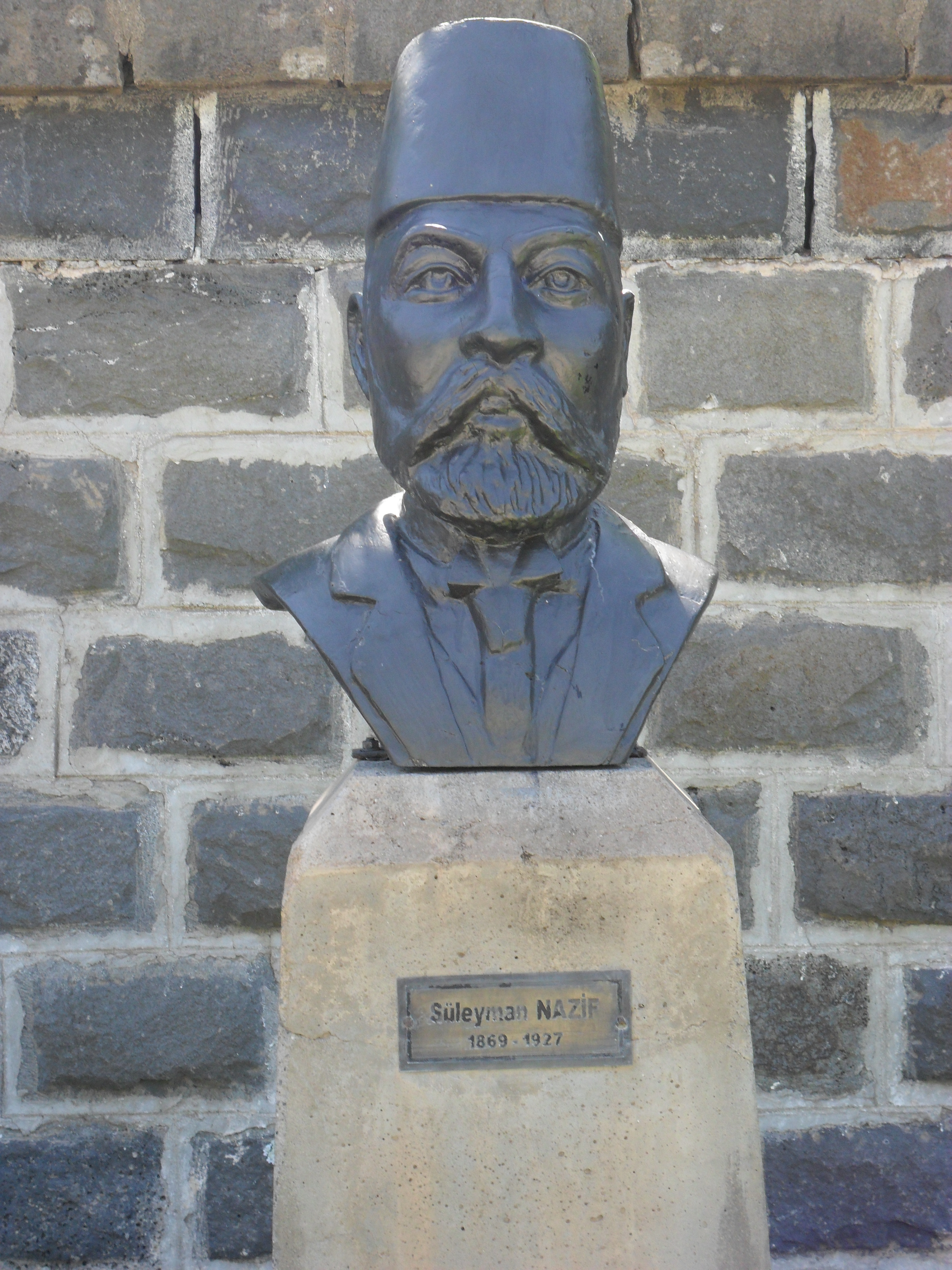
Büste im Gazi Köşkü von Diyarbekir

Er starb am 4. Januar 1927 an Lungenentzündung und wurde am Märtyrerfriedhof Edirnekapı begraben.

## Werke
- Batarya ile Ateş (1917)
- Firak-ı Irak (1918)
- Çal Çoban Çal (1921)
- Tarihin Yılan Hikayesi (1922)
- Nasıruddin Şah ve Babiler (1923)
- Malta Geceleri (1924)
- Çalınmış Ülke (1924)
- Hazret-i İsa'ya Açık Mektup (1924)
- İki Dost (1925)
- İmana Tasallut-Şapka Meselesi (1925)
- Fuzuli (1926)
- Lübnan Kasrının Sahibesi (1926) (La châtelaine du liban, 1924 von Pierre Benoit), Übersetzung